# Wilhelm Wenzel
Pour les articles homonymes, voir Wenzel.
Wilhelm Wenzel (né en 1841 à Unna, mort le 19 novembre 1914 à Hoerde) est un poète allemand, connu principalement comme une figure originale de Dortmund.

## Biographie
Wenzel est relieur dans sa jeunesse dans un atelier de Clarenberg (de) et vend aussi des petits livres et des articles de papeterie. Mais cela n'est pas suffisant pour un bon niveau de vie, il compense avec la charité de ses amis. Sa petite taille (1,5 m) et son caractère particulier lui valent une grande sympathie. Il est intéressant aussi pour ses petits poèmes qu'il écrit presque tous les jours sur les panneaux à l'entrée de sa boutique dans lesquels ils critiquent les gens et la société ; il n'en reste que des fragments. Wenzel est un solitaire. Ses contacts font partie d'une Association de compagnons (de) qui assume ses obsèques.
En 1958, une rue porte son nom ; en 2001, on y érige une statue.